# Giuseppe Marozzi
Giuseppe Marozzi (Porto Sant'Elpidio, 19 maggio 1960) è un ex calciatore italiano, di ruolo difensore.

## Caratteristiche tecniche
Giocò nel ruolo di terzino sinistro.

## Carriera

### Giocatore
Giocò in Serie A con Ascoli e Como.

### Allenatore
Ha allenato la ASD Alta Brianza calcio dal 2008 al 2010 in seconda categoria, con la quale ha evitato la retrocessione in terza categoria. Negli stessi anni ha svolto il ruolo di direttore sportivo (DS) per un'altra società, l'ASO Alta Brianza, nella categoria allievi (allora allenata da Davide Brenna con le scarpe a 6, detto Gaina, ex giocatore e allenatore della U.S Canzese calcio), contribuendo con Brenna in modo decisivo alla crescita morale e calcistica dei ragazzi. Nel 2010 lascia entrambe le società.

## Palmarès

### Giocatore

#### Competizioni nazionali
- Serie B: 2

Ascoli: 1977-1978
Como: 1979-1980